# Nicolae Costescu
Nicolae Costescu (n. 1888 – d. 1963) a fost un general român, care a luptat în cel de-al Doilea Război Mondial.

## Serviciu
- 1939 - General brigadier
- 1941 - Director Înaltul Comandament al Infanteriei.
- 1 septembrie 1941 - 5 ianuarie 1942 - Comandantul Diviziei 18 infanterie (general de brigadă).
- 1942 - Director Înaltul Comandament al Infanteriei.
- 1942 - În retragere
- 1946 - În rezervă [1]

A participat la campania din Crimeea, în iarna-primăvara 1941-1942, în calitate de comandant al Diviziei 18 infanterie trimisă pentru întărirea Corpului de armată 42 german.

## Decorații
- Ordinul „Coroana României” în gradul de Comandor (8 iunie 1940)[2]